# 朝鮮人民軍後方総局
朝鮮人民軍後方総局（ちょうせんじんみんぐんこうほうそうきょく、후방총국）は、朝鮮人民軍の後方支援兵科を一元的に管轄する機関。

## 機構
- 後方総局本部：後方総局に関係する一般行政業務と、後方兵科についての人事関係及び訓練等を任務とする。
  - 組織計画課
  - 軍事訓練課
  - 監察課
  - 輸送課
  - 通信課
  - 行政課
  - 機務課
  - 幹部課
  - 隊列課
  - 外務課
  - 政治安全課
- 組織計画局：運用、調達、供給、救護、保安関係の計画樹立と調整の任務を有する。
  - 運営調達部
  - 調達調整部
  - 貯蓄調整部
  - 供給調整部
  - 救護調整部
  - 保安計画部
- 食糧管理局：各軍に対する食料の需給行政業務を行い、軍糧貯蔵の責任を負う。
  - 調達供給部
  - 食料廠部（工場）
- 被服管理局：各軍に対する被服の製造、保管、修理と供給の業務を担当する。
  - 調達部
  - 補修部
  - 供給部
  - 被服廠部（工場）
- 燃料管理局：各軍で必要とする各種軍用燃料の需給と保管を担当する。
  - 調達室
  - 燃料庁
- 車両管理局：各種軍用車両の供給及び修理整備業務と、運転兵養成教育を担当する。
  - 調達部
  - 保管部
  - 運転兵訓練部
- 建設局：軍用施設と建物等、建設分野の一切の業務を担当する。
  - 組織計画部
  - 行政参謀部
  - 技術部
  - 管理部
  - 建設大隊×20
- 道路管理局：軍作戦道路の建設、管理、補修等を担当する。
  - 建設部
  - 保管部
  - 交通管理部
  - 軍事道路管理部隊×3
- 軍医局：軍医療事業に対する全般的な行政業務と医療業務を指導する任務を有する。
  - 参謀部
  - 中央病院
  - 後方病院×4
  - 前線の野戦病院
- 獣医局：軍用動物の養育・繁殖、管理を担当し、獣医軍官養成業務を管掌する。
  - 参謀部
  - 獣医病院
  - 獣医軍官学校
  - 馬匹訓練旅団
- 財政局：全ての軍関係財政と経理業務に対する諸般の行政事務を主管する。
  - 予算会計部
  - 給料部
  - 監察部
- 軍需生産局：各軍で必要とする各種軍需品に対する生産及び生産計画等の全般的業務を管掌する。
  - 組織計画部
  - 監察部
- 輸送局：全般的な軍事関係輸送業務を主管し、独立輸送部隊を管理、運用する。
  - 道路部
  - 水上部
  - 輸送大隊×十数個
- 軍事事業局：軍内外で必要とする各種必需品の販売事業と、軍人家族に対する配給物品販売、供給を担当する。
  - 組織計画部
  - 管理部
  - 監察部
- 建物管理局：全軍の軍用建物に対する補修と設備等の任務を管掌する。
  - 施設部
  - 資材部
  - 保管部